# Latö Lho
Latö Lho (tib.: la stod lho;  „Südliches Latö“) war der Name   einer der dreizehn tibetischen Zehntausendschaften (tib.: khri skor bcu gsum) der Sakyapa im  Tibet des 13.–14. Jahrhunderts. Sie war im Großraum Dingri (tib.: ding ri) – Shelkar (tib.: shel dkar) im Westen von Sakya und des Passes Lamo Talala (tib.: la mo ta la la) bis in etwa zur Region des Sees Pelkhü Tsho (tib.: dpal khud mtsho) angesiedelt. Die Zehntausendschaft, die gleichzeitig auf der gegenüberliegenden nördlichen Seite des Tsangpo (tib.: gtsang po) im Großraum Ngamring (tib.: ngam ring) lag, wurde als Latö Chang (tib.: la stod byang; „Nördliches Latö“)  bezeichnet.